# 종친부 터 우물
종친부 터 우물(宗親府 터 우물)은 서울특별시 종로구 소격동에 있는 조선시대의 우물이다. 2002년 3월 15일 서울특별시의 문화재자료 제13호로 지정되었다. 2008년 10월 30일 문화재 지정 명칭이 구종친부터 우물에서 현재의 명칭으로 개정되었다.

## 개요
20세기 초 서울에 상수도시설이 본격적으로 도입되기 전 우물은 서울의 주된 음수(飮水), 생활용수 공급원이 되어 왔다.
조선시대에 종친부가 있던 터에 위치한 이 우물은 화강암 두 덩이를 원형으로 이어 붙여 만든 것으로 상부에 네 귀가 조출(彫出)되어 있다. 내부는 자연석을 둥글게 쌓아 올려 만들었는데 이는 이 우물의 원래의 형태가 아니고 1984년에 기무사에서 뜰 공사 도중 지하 3m에서 우물돌을 발견하면서 원래의 위치에서 옮겨 새로 조성한 것이다. 물받이 돌로 사용되었을 구조물 1점은 현재 이 우물 내부에 놓여져 있다. 네 귀가 조출되어 있지는 않지만 이 우물과 같이 화강암 두 덩이를 원형으로 이어 붙인 특징을 갖는 우물은 창덕궁과 운현궁 이로당 후원에도 있다.
이 우물은 원위치에서 옮겨져 원형은 잃어 버렸으나 표면 풍화상태로 보건대 개화기 이전에 조성된 상당히 연조가 있는 작품으로 판단되고 또한 그것이 위치한 곳이 경복궁 동편의 역대 관청 건물지인 것으로 보아 조선 관청 우물의 형태를 보여주는 작품으로 보인다.

## 현지 안내문
이 우물은 조선시대 종친부(宗親府 서울유형문화재 제5호 1987년 8월 정독도서관으로 이전)에서 사용했던 것이며, 두개의 타원형 깃돌로 만들어졌다.
우물 깃돌의 네모형 괴임대는 동서남북을 표시하며, 물동이를 놓기도 하고 정수를 떠 놓고 소원을 기원했던 자리이다.
우물옆 소나무는 약 300년전 정자수로 식재된 것으로 추정된다.
(1984년 2월 발견, 동년 10월 7일 복원되다.)

## 같이 보기
- 종친부
- 종친부 경근당과 옥첩당

## 참고 문헌
- 종친부 터 우물 - 국가유산청 국가유산포털